# 基列耶夫斯克
53°56′N 34°56′E / 53.933°N 34.933°E
基列耶夫斯克（俄语：Кире́евск）是俄羅斯圖拉州東部的一個城市，距首府圖拉東南40公里。2002年人口26,284人。
城市的歷史可追溯至1762年，1956年設市並改現名。